# Oleshky (huyện)
Huyện Oleshky (tiếng Ukraina: Олешківський район, chuyển tự: Oleshkivsʹkyy raion) là một huyện của tỉnh Kherson thuộc Ukraina. Huyện Oleshky có diện tích 1759 km², dân số theo điều tra dân số ngày 5 tháng 12 năm 2001 là 72264 người với mật độ 41 người/km2. Trung tâm huyện nằm ở Oleshky.